# Bad Girl
„Bad Girl“ е третият сингъл от албума Erotica на Мадона и е една от най-добрите ѝ балади изобщо. Песента е тиха, но силна и проникваща в теб като есенен дъждец. Показва лошите страни на това да си „лошо момиче“; болката и отчуждението на съвременния живот, в който забързаните хора не могат да намерят баланс между силата на амбициите си и най-съкровените си, смазани от ежедневието желания. Сълзите от една отиваща си любов и злобната носталгия към отминалите мигове. Доколко песента е представителна за личния живот на Мадона тогава и доколко е плод на художествената и фантазия, не можем да сме напълно сигурни. Ясно е само, че имаме едно много силно парче налице.
Bad Girl е писана и продуцирана от Мадона и Шеп Петибон

## Чарт-успехите на Bad Girl
„Bad Girl“ страда най-много от неразбирането на творчеството на Мадона по това време. Въпреки качествата като песен и брилянтно заснетото видео достига едва до номер 36 в класацията за сингли на Билборд в САЩ, номер 10 в Англия, номер 5 в Канада, номер 11 вЯпония и номер 32 в Австралия.

## Видеото
Видеото на Bad Girl е режисирано от един от най-добрите постмодернистични режисьори -Дейвид Финчър, работил преди това с Мадона за клиповете към песните Oh, Father, Express Yourself и Vogue.
„Bad Girl“ не изостава от качеството на предните 2 видеоклипа и преразказва историята на „лошото момиче“ от песента. Мадона играе необвързана, забързана млада жена в големия град, която се е отдала на кариерата си и не успява да изгради сериозна и стабилна връзка. Поради тази причина тя често сменя своите партньори и си ляга с полунепознати мъже. Заради цялата бъркотия, която е личния и живот, тя не забелязва, че си има свой ангел хранител, който бди над нея. Някои тълкуват образа на ангела не като този на пазител, а като този на ангела на смъртта, който предвещава близкия край на героинята на Мадона. Тази теория се подкрепя от факта, че в една от крайните сцени на клипа Мадона се съблича в стаята на новия си любовник докато той е в съседната и музиката спира. В този момент при нея влиза ангела и я целува по устата (т.нар. „целувка на смъртта“), след което си отива и музиката продължава от момента, в който е спряла. Любовникът влиза в стаята, Мадона се отпуска на леглото и на сутринта полицията я открива мъртва. Но на самия край на видеоклипа има сцена, която може да приемем за сочеща към твърдението, че ангелът е пазител. Във въпросната сцена ангелът и духът на умрялата вече героиня на Мадона седят и пушат заедно цигари като Мадона му се усмихва щастливо.
Ролята на ангела се играе от известния актьор Кристофър Уокън.